# Salari mínim
El salari mínim interprofessional (SMI) o quantia retributiva mínima és la mínima retribució que un treballador ha de cobrar per fer una feina d'acord amb les lleis, sigui quina sigui la seva feina, edat o sexe, i tant si és un tipus de treball jornaler, fix, temporal o eventual. És, doncs, un concepte legal, independent del que les lleis d'oferta i demanda determinarien en un mercat totalment lliure. Aquesta reglamentació va ser establerta per primera vegada a Austràlia i a Nova Zelanda al segle xix. En general s'expressa en unitats monetàries cobrades netes per dia de treball o per mensualitat, i només en certs casos, com els treballadors de la llar, en unitats monetàries per hora de treball. La regulació del salari mínim va ser establerta per primera vegada a l'estat australià de Victòria, a l'Employers and Employes Act de 1890, i va ser el producte d'aixecaments obrers per recriminar i legalitzar un salari mínim que calia percebre per un treball realitzat.
Des d'aleshores, diferents moviments obrers i sindicats de treballadors i altres col·lectius han estat presents a la legalització i establiment del concepte salari mínim en pràcticament tots els països del món, evidentment amb diferents resultats.
El salari mínim ha de garantir al treballador l'accés a l'habitatge, els articles en la Cistella bàsica d'aliments, així com la compra de roba, transport i material escolar per als seus fills.
L'establiment d'un salari mínim sumat a la reducció de la jornada laboral a no més de 8 hores diàries ja no més de 40 hores setmanals hauria de permetre incrementar notablement el nivell de vida de les famílies de la classe treballadora i passar a formar part de la classe mitjana. A Espanya actualment el regula el Reial Decret 231/2020 segons el qual el 2020 és de 31,66 €/dia o 950 €/mes. Cap treballador pot tenir un salari inferior a aquest sense que els signants del contracte caiguin en un delicte. A la Catalunya Nord (França), el salari mínim legal és de 1.539,31 €/mes.
No tots els països tenen lleis que regulen el salari mínim. I no tots els que tenen un salari mínim establert n'asseguren el compliment, ja que en aquest cas el sou mínim real és de facto menor que el legal a causa dels que no compleixen la llei i no són buscats ni penats per no fer-ho.
La fixació del salari mínim pot ser per llei o per acords de negociació col·lectiva, fet que dependrà de la normativa vigent a cada país. Una altra font d'heterogeneïtat important en la normativa sobre salari mínim de cada país és la cobertura: el salari mínim pot fixar-se per tot el país (França, Regne Unit, entre d'altres) o pot diferir entre regions (Estats Units, Canadà, i altres), així com pot diferir segons la branca d'activitat considerada (tal és el cas de, per exemple, Itàlia i Alemanya). També hi ha una gran diversitat entre països pel que fa a l'ajust del salari mínim: en alguns països el salari mínim s'ajusta per inflació (Bèlgica, França, etc), però també pot ajustar d'acord amb l'evolució dels salaris mitjana (Espanya, Japó, etc.) o administrativament per part de govern. És de destacar també les diferències que s'observen pel que fa a la rellevància del salari mínim a cada país; hi ha acord entre els economistes que el percentatge de treballadors que rep el salari mínim en relació al total de treballadors és un bon indicador de la restricció o rellevància de la mateixa.

## Indicador econòmic
A l'Estat espanyol a partir del 2004, i tret de la legislació laboral, l'SMI s'ha substituït per l'IPREM (Indicador Públic de Renda d'Efectes múltiples).

## Conseqüències del salari mínim
Si les lleis o convenis són seguits, el salari mínim pot tenir una sèrie d'efectes positius i negatius, sovint contradictoris i susceptibles a interpretacions diferents en funció de l'analista:

### Efectes positius
- Assegurar un mínim poder adquisitiu per a gaudir d'una vida digna a tots els ciutadans que treballin.
- Assegurar que tots els treballadors puguin mantenir els seus fills menors d'edat, que altrament es veurien obligats a treballar i deixar l'escola.
- Augmentar de manera indirecta la remuneració de les feines qualificades, un major salari mínim fa augmentar tots els altres.
- Assegurar un mínim d'ingressos a les arques de l'Estat, ja que aquests són proporcionals al salari dels treballadors.
- Estimular el consum i la circulació de diners, que requereix un mínim poder adquisitiu dels treballadors.
- Estimular un creixement econòmic i social basat en la qualitat i no tant en la mà d'obra barata.
- Evitar l'esclavisme i l'explotació, en forma de feines mal pagades, injustes i abusives.

### Efectes negatius
- Moderació dels beneficis econòmics nets dels empresaris a la partida de costos laborals.
- Risc de deslocalització d'empreses o alguns dels seus serveis (centre d'atenció telefònica, fàbriques, etc.) a països amb menor salari mínim, si cap mesura legal ho prohibeix. Filosofia pago menys als meus empleats i la diferència me la quedo jo del propietari de l'empresa.
- Menor incentiu de certs treballadors poc qualificats per formar-se de manera continuada, si les feines més qualificades no apugen els seus salaris respecte del mínim. Filosofia de per a cobrar el mateix, prefereixo treballar menys. (Vegeu mileurisme)

## Salaris mínims a altres països
A la Unió Europea (UE), en 2020, podem dividir el salari mínim en tres rangs els de salari mínim alt, mitja i baix, els països nòrdics tenen uns salaris alts, els països mediterranis tenen uns salaris mitjans i els països de l'est d'Europa tenen uns salaris baixos.
L'evolució interanual (augment) del salari mínim portuguès i espanyol al segle xxi, i des de la seva entrada a la UE, és inferior a la de tots els antics països membres, cosa que, junt amb una base ja molt inferior al moment d'entrada a la UE, explica els menors salaris actuals. De fet, tot i que Espanya va subscriure el 1985 la Carta Social Europea (CSE) per la qual es comprometia a augmentar el salari mínim fins a equiparar-lo al 60% del salari mitjà. A Espanya, en 2020, el salari brut mig és de 23.645 euros anuals, o 1.970 euros mensuals (12 pagues).